# Phytodietus basalis
Phytodietus basalis là một loài tò vò trong họ Ichneumonidae.